# Otto IV av Burgund
Otto IV av Burgund, född 1248, död 1303, var regerande pfalzgreve av Burgund från 1279 till 1303.